# Contagem Regressiva (canção)
"Contagem Regressiva" é uma canção da dupla sertaneja brasileira Edson & Hudson, lançada no dia 22 de fevereiro de 2016. A canção traz a participação da dupla Bruno & Marrone, sendo a terceira parceria das duplas. A primeira foi em 2006 com a canção "Amor de Ping Pong", no álbum Ao Vivo em Goiânia, de Bruno & Marrone, e a segunda foi no ano seguinte com "Imprevisível", no álbum Na Arena Ao Vivo, de Edson & Hudson.

## Composição
Com pegada de balada roqueira, a faixa conta com a guitarra marcante de Hudson e a composição é assinada por Gabriel Agra, Maraisa (da dupla Maiara & Maraísa) e Frederico (da dupla João Neto & Frederico). 
A faixa romântica relata a história de um homem que tenta esquecer um amor.

## Lista de faixas
| Download digital no iTunes |                       |         |  |
| N.º                        | Título                | Duração |  |
| 1.                         | "Contagem Regressiva" | 3:22    |  |

## Desempenho nas tabelas musicais
| Tabela musical (2016)                                       | Melhor posição |
| ----------------------------------------------------------- | -------------- |
| Brasil - Billboard Brasil Hot 100 Airplay                   | 49             |
| Brasil - Billboard Brasil Regional Ribeirão Preto Hot Songs | 2              |
| Brasil - Billboard Brasil Regional Florianópolis Hot Songs  | 9              |